# 伊勢屋惣右衛門
伊勢屋 惣右衛門（いせや そうえもん、生没年不詳）とは江戸時代の地本問屋、団扇問屋。

## 来歴
伊勢惣、大栄堂と号す。寛政から慶応年間まで堀江町2丁目の家主で、のちに馬喰町3丁目三右衛門店で家主として地本問屋を営業しており、団扇問屋としても知られる。喜多川歌麿、歌川豊国、歌川国貞、歌川国芳、2代目歌川広重、歌川貞秀、菊川英山、歌川房種などの錦絵、団扇絵を出版している。

## 作品
- 喜多川歌麿 『風流七小町』 大判 錦絵揃物 文化
- 歌川豊国 『3代目瀬川路考の茂右衛門女房お源』 大判 錦絵 文化2年（1805年）
- 歌川国貞 『お高祖頭巾美人 雪中浅草遠景』 団扇絵 錦絵 天保13年
- 歌川貞秀 『蘭杭足曲持』 団扇絵 錦絵 天保13年（1842年）
- 菊川英山 『吉原の花見』大判 錦絵 プーシキン美術館所蔵
- 歌川国芳 『蛸と熊の角力』 団扇絵 錦絵
- 歌川広重 『諸国名所図会』 団扇絵 錦絵揃物 安政
- 2代目歌川広重 『諸国名所図会』 大判揃物
- 2代目歌川広重 『諸国名所 相州江之島岩屋』 団扇絵 錦絵 慶応2年（1866年）
- 歌川房種 『東都花見八景 吉原』 団扇絵 東京都立中央図書館所蔵 慶応2年